# トゥンベス県
トゥンベス県（トゥンベスけん、スペイン語: Región Tumbes）は、ペルーを構成する24の県の1つである。
エクアドルとの国境一帯にはペルー国内で珍しいアメリカワニ、カワウソの生息地となるマングローブが多く、1997年にラムサール条約登録地となった。

## 隣接する県
- エル・オロ県
- ロハ県
- ピウラ県

## 行政区画
行政区画は3つの郡（英語：provinces。スペイン語：provincias、単数：provincia）に分けられる。それらは12の地区（英語：districts。スペイン語：distritos、単数：distrito）から構成される。
郡は以下の通りである。
| No | 郡名                  | 中心地     | 図 |
| -- | --------------------- | ---------- | -- |
| ■  | Contralmirante Villar | ソリトス   |    |
| ■  | Tumbes                | トゥンベス |    |
| ■  | Zarumilla             | サルミジャ |    |